# Archäologischer Kalender
Der Archäologische Kalender, auch Zaberns Archäologischer Kalender, erscheint jährlich seit 1960.
Er erschien zunächst im Verlag Philipp von Zabern in Mainz, herausgegeben von dessen Verleger Franz Rutzen und der Archäologin Erika Simon. Heute erscheint er bei der Wissenschaftlichen Buchgesellschaft in Darmstadt. Von  1960 bis 1981, 1990 und seit 1992 lautet der Titel Archäologischer Kalender, in den Jahren 1982 bis 1989 und 1991 Zaberns Archäologischer Kalender. 1967 bis 1971 erschien unter dem Titel Archaeological Calendar auch eine englische Ausgabe.
Der Archäologische Kalender umfasst jährlich 28 Kalenderblätter und präsentiert in qualitativ hochwertigen Fotografien zumeist unbekanntere archäologische Kunstwerke und Neufunde aus allen Bereichen der Archäologie. Sie werden auf der Kalenderblatt-Rückseite von Fachleuten eingehender vorgestellt. Die Ausgaben der Kalender werden ähnlich wie die Zeitschriften nach Jahrgängen gezählt und können genauso abonniert werden. Das Kalenderformat beträgt 22 × 34 Zentimeter, er hat eine Spiralheftung.
2008 feierte der Kalender mit dem 50. Jahrgang ein Jubiläum und widmete sich dabei insbesondere der Ausstellung Konstantin der Große in Trier im gleichen Kalenderjahr. Auch die anderen Jahrgänge präsentierten häufig Bilder von Ausstellungen, deren Kataloge im Zabern-Verlag erschienen oder aus Publikationen, die zeitnah im Verlag erschienen. Somit ist der Kalender für den Verlag auch eine Möglichkeit, auf diese Publikationen aufmerksam zu machen. 
Für den Kalender 2021 wurden die Motive von den Kuratoren des Rheinischen Landesmuseums Trier ausgesucht, für den Kalender 2022 von den Kuratoren des Roemer- und Pelizaeus-Museums in Hildesheim.